# مترون (کمیک)
مترون (به انگلیسی: Metron) یک شخصیت خیالی در کتاب‌های کامیک آمریکایی منتشر شده توسط دی‌سی کامیکس است. این شخصیت توسط جک کربی خلق شده‌است؛ که برای اولین بار در شمارهٔ ۱ از نخستین جلد مجموعه نیو گادز (مارس ۱۹۷۱) حضور پیدا کرد. مترون از نژاد نیو گادز به‌شمار می‌رود که در درگیری بین سیاره‌های نیو جنسیس و آپوکالیپس ادعای بی‌طرفی می‌کند. او با مشاهده جهان‌ها، همیشه به دنبال گسترش دانش بیکران خود است و اغلب برای استفاده از صندلی موبیوس شناخته شده‌است.